# Julian Lindenszat
Julian Srul Lindenszat vel Meyer (ur. 6 listopada 1888 w Warszawie, zm. między 16 a 19 kwietnia 1940 w Katyniu) – doktor nauk medycznych, kapitan lekarz rezerwy Wojska Polskiego, ofiara zbrodni katyńskiej.

## Życiorys
Syn Samuela i Racheli z Hufnaglów. Studiował medycynę w Heidelbergu i Charkowie. Absolwent Wydziału Medycznego w Heidelbergu z wyróżnieniem - magna cum laude - o czym poinformowała ówczesna prasa. Uczestniczył w wojnie polsko-bolszewickiej. 3 lutego 1920 został awansowany do stopnia kapitana lekarza, służył wtedy w suwalskim pułku strzelców. 24 września 1920 został zatwierdzony w stopniu kapitana w grupie oficerów „z byłych Korpusów Wschodnich i armii rosyjskiej” z dniem 1 kwietnia 1920. Pełnił wówczas służbę w szpitalu Twierdzy Grodno. Następnie przeniesiono go do szpitala wojskowego w Grudziądzu i Warszawie.
W 1922 był naczelnym lekarzem 81 pułku piechoty. W stopniu kapitana lekarza przeniesiony do rezerwy. W 1924 jako kapitan lekarz rezerwy (starszeństwo z dniem 1 czerwca 1919 i 406 lokatą) był przydzielony do 1 batalionu sanitarnego. W 1934 posiadał 217 lokatę wśród kapitanów sanitarnych rezerwy ze starszeństwem z dniem 1 czerwca 1919, był przydzielony do kadry zapasowej 1 Szpitala Okręgowego i podlegał pod PKU Warszawa Miasto III.
Znany warszawski lekarz dermatolog. Prowadził prywatną praktykę lekarską, w 1925 jego gabinet zlokalizowany był na ul. Chmielnej 35, a następnie w latach 1930–1939 na Marszałkowskiej 111 (Światowid) w Warszawie. Zajmował się chorobami wenerycznymi, skórnymi i „niemocą płciową”. Przyjmował również w Lecznicy Centralnej na Marszałkowskiej 131. Należał do Izby Lekarskiej Warszawsko-Białostockiej i był uprawniony do głosowania do Rady Izby.
Podczas kampanii wrześniowej 1939 został zmobilizowany. 3 września wyruszył w kierunku Brześcia. Po agresji ZSRR na Polskę w nieznanych okolicznościach wzięty do niewoli radzieckiej. Według stanu z kwietnia 1940 był jeńcem obozu w Kozielsku. Między 15 a 17 kwietnia 1940 przekazany do dyspozycji Zarządu NKWD Obwodu Smoleńskiego – lista wywózkowa 032/1 poz. 42 nr akt 2852 z 14 kwietnia 1940. Został zamordowany między 16 a 19 kwietnia 1940 w lesie katyńskim przez funkcjonariuszy Obwodowego Zarządu NKWD w Smoleńsku oraz pracowników NKWD przybyłych z Moskwy na mocy decyzji Biura Politycznego KC WKP(b) z 5 marca 1940. Ofiary tej zbrodni grzebano w bezimiennych mogiłach zbiorowych, gdzie od 28 lipca 2000 mieści się oficjalnie Polski Cmentarz Wojenny w Katyniu. W miejscu tym prowadzone były ekshumacje i prace archeologiczne. Zidentyfikowany podczas ekshumacji nadzorowanych przez Niemców w 1943 pod numerem 2791 – dosł. opisany jako Lindenszat Juljan (raport dzienny z 22 maja 1943). Przy jego szczątkach znaleziono: legit. osob. MSWojsk., książeczkę oficerską oraz prawo jazdy z Warszawy. Figuruje na liście Komisji Technicznej PCK pod numerem 02791 – wskazany jako Lindenszat Srul Julian. Nazwisko Lindenszata znajduje się na liście ofiar opublikowanej w Gońcu Krakowskim nr 159 oraz w Nowym Kurierze Warszawskim nr 154 z 1943 oraz w Nowym Czasie nr 75.
21 grudnia 1939 w Nowym Kurierze Warszawskim ukazało się ogłoszenie „Dr. Lindenszat, kapitan rezerwy, wyruszył 3 września do Brześcia poszukiwany przez żonę. Łaskawe wiadomości: EIoktoralna 7 m. 3".
Nazwisko Juliana Lindenszata (jak i innych oficerów Wojska Polskiego wyznania mojżeszowego) zostaje przywoływane w związku z sytuacją związaną z pomnikiem katyńskim w Jersey City.

### Życie prywatne
Był żonaty, miał dzieci. Mieszkał w Warszawie, przy ul. Chmielnej 35.
Przed 1939 posiadał polisę w Prudential Assurance, po 1997 roszczenie zostało zaspokojone.

## Upamiętnienie
- Minister Obrony Narodowej Aleksander Szczygło decyzją Nr 439/MON z 5 października 2007 awansował go pośmiertnie na stopnień majora[32]. Awans został ogłoszony 9 listopada 2007[33] w Warszawie, w trakcie uroczystości „Katyń Pamiętamy – Uczcijmy Pamięć Bohaterów”
- Krzyż Kampanii Wrześniowej – zbiorowe, pośmiertne odznaczenie pamiątkowe wszystkich ofiar zbrodni katyńskiej (1 stycznia 1986)
- Jest jednym z kilkuset lekarzy pochowanych na Polskim Cmentarzu Wojennym w Katyniu i upamiętnia go tabliczka epitafijna nr 2052[34].